# Ahal (província)
A Província de Ahal (Turcomeno: Ahal welaýaty; Persa; آخال; Akhāl) é uma das cinco welayat (províncias) do Turquemenistão. Está localizado no centro-sul do país, fazendo limites com Irã e Afeganistão, ao longo da cadeia montanhosa de Kopet Dag.

## Distritos
A províncial de Ahal é subdividida em 9 distritos (etraplar; singular: etrap) e 2 cidades (il) que possuem status de etrap. Mudanças nominais ocorridas desde 1995 estão marcadas em parenteses:
- il Abadan - (nome anterior: Büzmeýin)
- il Tejen - garantiu o status etrap em 3 de fevereiro de 2008[4]

- Distrito de Akbugdaý - (nome anterior: Gäwers)
- Distrito de Altyn Asyr - criado em 23 de agosto de 2000[5]
- Distrito de Babadaýhan
- Distrito de Baharly
- Distrito de Gökdepe
- Distrito de Kaka
- Distrito de Ruhabat
- Distrito de Sarahs
- Distrito de Tejen